# Dusa Tibor

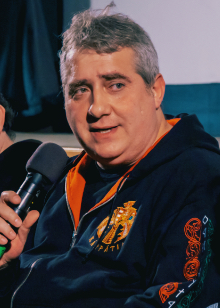
Dusa Tibor rendező

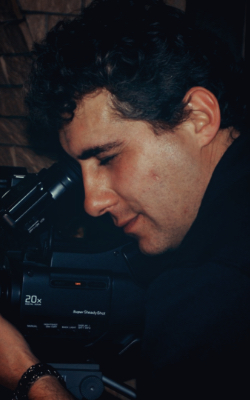
Dusa Tibor a kamera mögött

Dusa Tibor (Debrecen, 1970. november 2.) magyar filmrendező, producer, író, operatőr.

## Életpályája
Videoklip-rendezőként vált ismertté. 2008 decemberében Csirmaz Ágnes (producer) közösen megalapította filmgyártó cégét Render Media Hungary néven. 2011-ben a Ne várjunk tétlenül a májrákra! című ismeretterjesztő filmje a Magyar Rákellenes Liga, a Magyar Klinikai Onkológiai Társaság és a Magyar Újságírók Országos Szövetségének Egészségügyi Szakosztálya elismerésében részesült. 2021-ben megrendezte első nagyjátékfilmjét Pecakúra címmel. A filmet közel egy hónapig vetítették a hazai mozik, majd két évig a NETFLIX műsorán volt elérhető. 2023-ban elkészítette második nagyjátékfilmjét Slawa címmel. 2025-ben A harmadik nap címmel egy rövid horrorfilmet készített, amely döntős lett a Dunwich-i nemzetközi horrorfilm fesztiválon. 

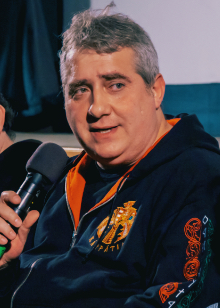
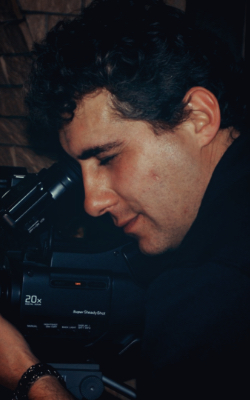
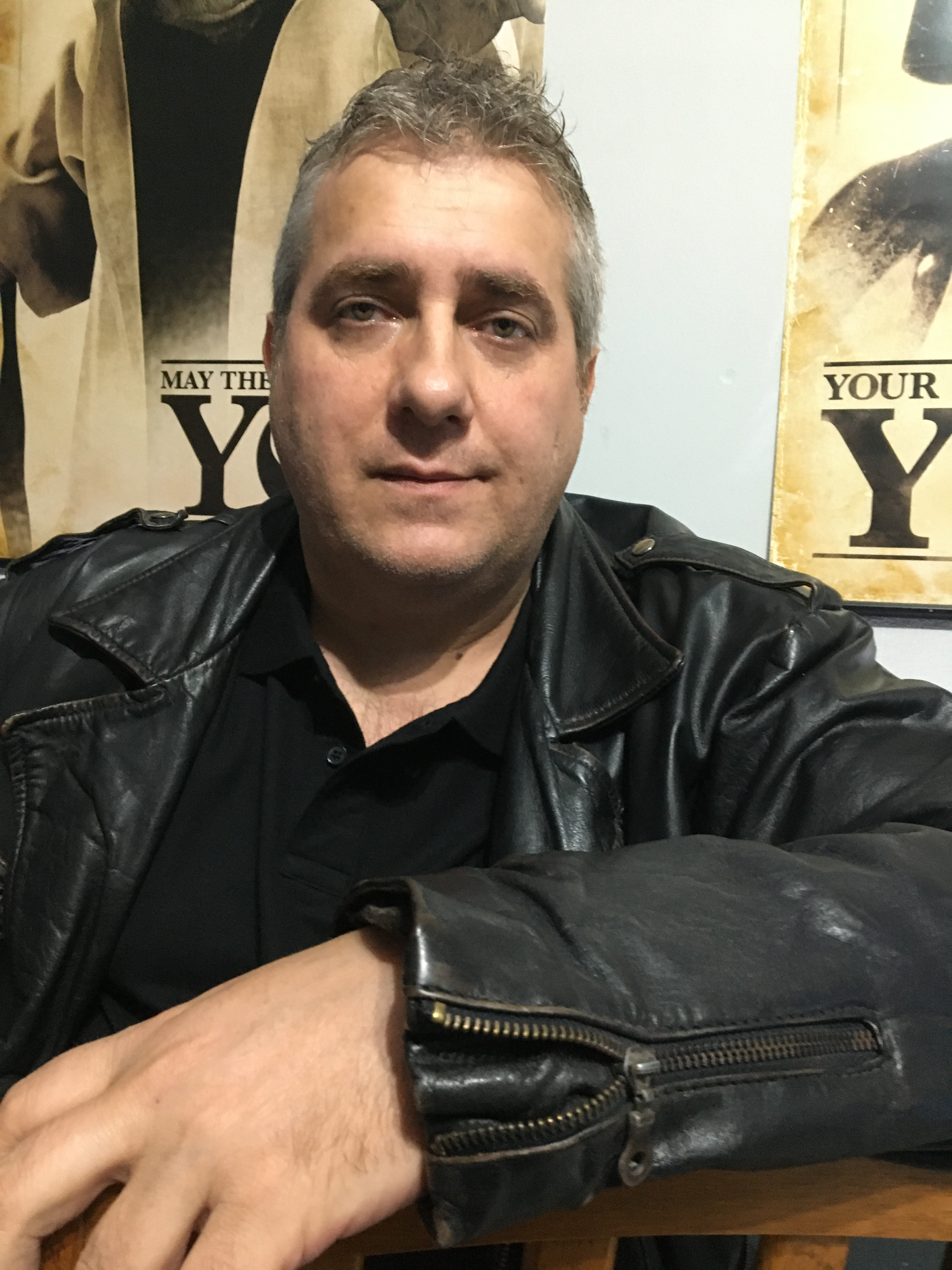

## Filmográfia
- A harmadik nap (short, horror, 2025)
- Slawa (nagyjátékfilm, 2023)
- Pecakúra (nagyjátékfilm, 2021)
- Bízd a dokira (rövidfilmvígjáték, 2016)
- Crux Alba (image film, 2013)
- Ne várjunk tétlenül a májrákra! (ismeretterjesztő film, 2011)
- Idétlen történet (rövidfilmvígjáték, 2008)

## Videoklip rendezői munkái
| Év   | Előadó              | Cím                                             | Feladatkör                   | Link   |
| ---- | ------------------- | ----------------------------------------------- | ---------------------------- | ------ |
| 2023 | Szekció zenekar     | Nem kell, hogy...                               | rendező, operatőr, utómunka  | megnéz |
| 2022 | Csillagkapu zenekar | Vagyok aki vagyok                               | rendező, operatőr, utómunka  | megnéz |
| 2022 | Diktátor zenekar    | A halak éneke                                   | rendező, operatőr, utómunka  | megnéz |
| 2021 | Tóth Imre "Bruti"   | Csak nyugodtan – (Pecakúra film hivatalos dala) | rendező, operatőr, utómunka  | megnéz |
| 2014 | Kárpátia zenekar    | Valahol Magyarországon                          | utómunka                     | megnéz |
| 2014 | Kárpátia zenekar    | Huszár                                          | operatőr, utómunka           | megnéz |
| 2014 | Invader zenekar     | Szabad lázadó                                   | rendező, operatőr, utómunka  | megnéz |
| 2014 | Chrome Rt zenekar   | Újabb felvonás                                  | rendező, operatőr, utómunka  | megnéz |
| 2013 | STSF zenekar        | Identitás                                       | rendező, operatőr, utómunka  |        |
| 2013 | Kárpátia zenekar    | A száműzött                                     | operatőr, utómunka           |        |
| 2013 | Kárpátia            | Busó rege                                       | rendező, utómunka            |        |
| 2013 | Kárpátia            | Hintaló                                         | operatőr, utómunka           |        |
| 2013 | Kárpátia            | Egy szökött hadifogoly éneke                    | rendező, operatőr, utómunka  |        |
| 2013 | ZBB                 | Mondd, hogy újra szép lesz                      | rendező, operatőr, utómunka  |        |
| 2013 | Stratégia           | Örökség                                         | rendező, operatőr, utómunka  |        |
| 2012 | Krízis              | Félelem                                         | rendező, operatőr, utómunka  |        |
| 2012 | Gergó Dávid         | A föld története                                | rendező, operatőr, utómunka  |        |
| 2012 | Deep Inside         | Préda                                           | rendező, operatőr, utómunka  |        |
| 2012 | Flúg                | Visszafordíthatattlan                           | rendező, operatőr, utómunka  |        |
| 2012 | Chrome Rt           | Szabad vagyok                                   | rendező, operatőr, utoómunka |        |
| 2012 | Holtidő             | Se földön se égen                               | rendező, operatőr, utómunka  |        |
| 2012 | Ego-project         | Pár sör és pár haver                            | rendező, operatőr, utómunka  |        |
| 2012 | Los Vegas           | Mint egy filmben                                | rendező, operatőr, utómunka  |        |
| 2012 | Beyond              | I lose it all                                   | rendező, operatőr, utómunka  |        |
| 2012 | Beyond              | Fire in the mosh pit                            | rendező, operatőr, utómunka  |        |
| 2011 | Tűzmadár            | Júdás csókja                                    | rendező, operatőr, utómunka  |        |
| 2011 | Rubicon             | Te vagy a válasz                                | rendező, operatőr, utómunka  |        |
| 2011 | Sound Heigh 69      | Elrontott kölykök                               | rendező, operatőr, utómunka  |        |
| 2011 | Magor               | Nem kell hogy félts                             | rendező, operatőr, utómunka  |        |
| 2011 | bugZ                | Éljenek a nők                                   | rendező, operatőr, utómunka  |        |
| 2011 | Long Play 33 1/3    | Being Now                                       | rendező, operatőr, utómunka  |        |
| 2011 | Sence Of Silence    | Lélegezz                                        | rendező, operatőr, utómunka  |        |
| 2011 | Echonald            | Sötét angyal                                    | rendező, operatőr, utómunka  |        |
| 2011 | Echonald            | Egyedül                                         | rendező, operatőr, utómunka  |        |
| 2011 | Crazy Granat        | Kőbe vésve                                      | rendező, operatőr, utómunka  |        |
| 2011 | Toscrew             | Mohó száj                                       | rendező, operatőr, utómunka  |        |
| 2011 | Diktátor            | Nem mehetek el                                  | rendező, operatőr, utómunka  |        |
| 2011 | Echonald            | Ha megállna az idő                              | rendező, operatőr, utómunka  |        |
| 2011 | Salvus              | Ketten egyedül                                  | rendező, operatőr, utómunka  |        |
| 2010 | Diktártor           | Szükségem van a kezedre                         | rendező, operatőr, utómunka  |        |
| 2010 | Pandora's Box       | Ezer év                                         | rendező, operatőr, utómunka  |        |
| 2010 | Rubicon             | Mindenen át...                                  | rendező, operatőr, utómunka  |        |
| 2010 | Ego-project         | We are at war                                   | rendező, operatőr, utómunka  |        |
| 2010 | Ego-project         | Harcom                                          | rendező, operatőr, utómunka  |        |
| 2010 | Gedeon              | Valami változott                                | rendező, operatőr, utómunka  |        |
| 2010 | Bitchgood           | Szexi volt                                      | rendező, operatőr, utómunka  |        |
| 2010 | Chrome Rt           | Te vagy a legjobb                               | rendező, operatőr, utómunka  |        |
| 2010 | Barrow              | Nem tudom                                       | rendező, operatőr, utómunka  |        |
| 2010 | Ideas               | Hazám Hazám                                     | rendező, operatőr, utómunka  |        |
| 2010 | Dalriada            | Borvitéz                                        | rendező, operatőr, utómunka  |        |
| 2010 | Nigromantia         | End Of Life                                     | rendező, operatőr, utómunka  |        |
| 2010 | Beyond              | Nem bűnhődsz                                    | rendező, operatőr, utómunka  |        |
| 2010 | Kalapács            | Dühös nemzedék                                  | rendező, operatőr, utómunka  |        |
| 2009 | Barbárok            | Barbárok                                        | rendező, operatőr, utómunka  |        |
| 2009 | Magor               | Próféta                                         | rendező, operatőr, utómunka  |        |
| 2009 | Beyond              | Lélekhullás                                     | rendező, operatőr, utómunka  |        |
| 2009 | Beyond              | Amikor                                          | rendező, operatőr, utómunka  |        |
| 2009 | Chrome Rt           | Rémisztő álom                                   | rendező, operatőr, utómunka  |        |
| 2009 | Chrome Rt           | Magyarul                                        | rendező, operatőr, utómunka  |        |